# Ганкевич, Виктор Юрьевич
Виктор Юрьевич Ганке́вич (укр. Віктор Юрійович Ганкевич; 20 сентября 1968, Гладковка, Херсонская область — 30 апреля 2014, Симферополь) — украинский историк, доктор исторических наук (2001), профессор ТНУ имени В. И. Вернадского (2003).
Специалист по вопросам биографии Исмаила Гаспринского и истории крымских татар 2-й половины XIX — начала XX века. Внёс весомый вклад в дело изучения истории и культуры крымских татар на Украине.

## Биография
Родился 20 сентября 1968 года в с. Гладковка Голопристанского района Херсонской области.
Учился в херсонской средней школе № 11. В 1987—1989 годах служил в армии. В конце 1980-х стал кандидатом в члены КПСС, вступил в «Народное движение за перестройку Украины имени Т. Шевченко». В 1992 году окончил исторический факультет Симферопольского государственного университета имени М. В. Фрунзе, в котором постоянно работал с 1995 года ассистентом кафедры истории Украины и вспомогательных исторических дисциплин, с 1997 — доцентом, с 2001 — профессором той же кафедры. Читал лекции на украинском языке. Параллельно в 1997—2000 годах — заведующий кафедрой социально-гуманитарных дисциплин Крымского индустриально-педагогического института; в 1996—2003 — профессор Крымского факультета Национального университета внутренних дел. С 2001 года — заведующий лабораторией по исследованиям актуальных вопросов истории крымских татар Крымского научного центра НАНУ и Министерства образования и науки Украины. В 2003 году присвоено учёное звание профессора кафедры истории Украины ТНУ имени В. И. Вернадского.
В 2005 году, как и многие сотрудники ТНУ, получил билет члена Социалистической партии Украины.
После аннексии Крыма Россией планировал уехать в Херсонскую область. Умер от инсульта 30 апреля 2014 года в Симферополе. Похоронен 2 мая в родном селе Гладковка.

## Научная и общественная деятельность
Исследователь истории крымских татар XIX — начала XX века, мусульманского права, ислама в Крыму, народного образования народов Украины, ближневосточного конфликта, биографий выдающихся деятелей юга Украины, истории заповедника Аскания-Нова и влияния ангальтско-российских связей на историю Украины. В 1995 году в Запорожском государственном университете защитил кандидатскую диссертацию на тему «Жизнь и деятельность И. Гаспринского (1851—1914)» (научный руководитель — В. Ф. Шарапа); в 2000 году в Институте востоковедения имени А. Е Крымского НАН Украины — диссертацию на степень доктора исторических наук (тема: «Джадидистская реформа образования крымских татар (рубеж XIX—XX веков)». Принимал участие в международных научных конференциях в России, на Украине и в дальнем зарубежье. Сотрудничал с Крымским отделением Института востоковедения имени А. Е. Крымского НАН Украины.
Состоял членом редколлегий научных журналов «Учёные записки ТНУ (история)» и «Культура народов Причерноморья», членом Общественного совета при Государственном архиве Автономной Республики Крым (2011—2014) и совета Всеукраинской общественной организации «Украинский центр исламоведения». Опубликовал более 200 научных и методологических работ, в том числе 10 монографий и брошюр. Подготовил 15 кандидатов исторических наук и одного доктора исторических наук.

## Награды
- стипендия Автономной Республики Крым,
- стипендия президента Украины;
- премия имени И. Гаспринского Ассоциации национальных общин и обществ народов Крыма (1997);
- Почётная грамота Министерства образования и науки Украины (1998);
- премия Абдель Азиз Сауд Аль-Баптин для потомков имама Аль Бухари (2000, Саудовская Аравия);
- Почётная грамота Президиума Верховной Рады Автономной Республики Крым (2011)[4].

## Память
В 2016 году научная библиотека и личный архив В. Ю. Ганкевича, насчитывающие 1356 книг, матерью учёного были переданы в фонд Республиканской крымскотатарской библиотеки имени И. Гаспринского (Симферополь).
В октябре-ноябре 2017 года в Мемориальном музее Исмаила Гаспринского проходила выставка «Известный гасприновед Крыма — Виктор Юрьевич Ганкевич», на которой были представлены личные предметы, фотографии и рукописи трудов историка, переданные родственниками в Научный архив Бахчисарайского музея-заповедника.
19 октября 2017 года в Республиканской крымскотатарской библиотеке имени И. Гаспринского прошли историко-краеведческие чтения «Научное наследие учёного-историка Виктора Юрьевича Ганкевича».

## Основные труды
- Исмаил-бей Мустафа-оглу Гаспринский. Биобиблиография / В. Ганкевич, Н. Ягья. — Симферополь: Крымское учебно-педагогическое государственное издательство, 1995. — 80 с.
- Очерки по истории крымскотатарского народного образования (Реформирование этноконфессиональных учебных заведений мусульман Таврической губернии ХІХ — начала XX вв.). — Симферополь: Таврия, 1998. — 162 с.
- На службе правде и просвещению. Краткий биографический очерк Исмаила Гаспринского (1851—1914). — Симферополь: Доля, 2000. — 328 с.
- Крымскотатарские медресе (Курс лекций). — Симферополь: Доля, 2001. — 76 с.
- Гаспринский И. Французские письма / Сост. В. Ю. Ганкевич. — Симферополь: Доля, 2003. — 204 с.
- До джерел кримськотатарської журналістики: навчальний посібник / В. Ю. Ганкевич, І. О. Богданович. — Сімферополь: Б.в., 2004. — 356 с.
- Медиев А. Крымские письма / Сост. В. Ю. Ганкевич. — Симферополь: Доля, 2005. — 88 с.
- Исмаил Гаспринский и возникновение либеральномусульманского политического движения / В. Ю. Ганкевич, С. П. Шендрикова. — Симферополь: Доля, 2008. — 192 с.
- Ислам в Крыму: Очерки истории функционирования мусульманских институтов / Е. В. Бойцова, В. Ю. Ганкевич, Э. С. Муратова, З. З. Хайретдинова. — Симферополь: Элиньо, 2009. — 423 с. — ISBN 978-966-435-274-8.
- Адміністративно-політична діяльність та політико-правові погляди Ісмаїла Гаспринського / В. Ю. Ганкевич, В. О. Гладун. — Сімферополь: Доля, 2009. — 206 с.
- Ісмаїл Гаспринський — міський голова Бахчисараю. — Сімферополь: Доля, 2011. — 302 с.
- Архивные дела АВПРИ об Ангальт-Кетенско-Российских дипломатических отношениях // Вопросы германской истории. — 2011. — С. 304—308.
- Геренал-поручик Віктор Амадей Принц Ангальт-Бернбург-Шаумбург-Хоймський — вчитель генерал-фельдмаршала князя М. Б. Барклая де Толлі // Вісник Харківського національного університету імені В. Н. Каразіна. Сер. : Історія. — 2013. — № 1050, вип. 46. — С. 68—80.
- Автомобильное путешествие императора Николая II по Таврической губернии в 1914 году (к 100-летию пребывания Николая II в Аскании-Нова) / В. Ю. Ганкевич, А. А. Задерейчук. — Симферополь: Доля, 2014. — 112 с.